# Люис Холтби
Люис Холтби (на английски: Lewis Holtby) е германски футболист, роден на 18 септември 1990 г. в Еркеленц, провинция Северен Рейн-Вестфалия. Притежава и английско гражданство, тъй като баща му е англичанин. Играе като офанзивен полузащитник в Хамбургер ШФ, където е под наем от Тотнъм Хотспър. Още след третия мач за Хамбургер, отборът се възползва от опцията за закупуване и от сезон 2014/2015 Холтби официално ще получи постоянен договор.

## Клубна кариера
Холтби тренира футбол в детско-юношеската школа на Борусия Мьонхенгладбах, но през 2004 г. е отпратен заради недостатъчно добра физика - бил прекалено нисък и бавен. Холтби отива в Алемания Аахен, където дебютира за първия отбор във Втора Бундеслига още на 17 години. През сезон 2008/2009 вече е основен футболист в състава и с поредица добри мачове привлича вниманието на няколко местни и чеждестранни отбори. Германските и английските медии започват да го окачествяват като „мегаталант“, "най-големият германски талант" и "момчето с докосване като на цар Мидас". През лятото на 2009 г. избира да продължи кариерата си в Шалке и дебютира в Първа Бундеслига още в първия кръг на пръвенството. За да трупа опит, през зимната пауза е изпратен под наем в Бохум, а след това и в Майнц 05. В Майнц той е един от футболистите с основна заслуга за спечелването на петото място и парво на участие в Лига Европа. Впоследствие играе в Шалке още два сезона и печели Суперкупата на Германия, но вместо да поднови договора си, подписва с английския Тотнъм Хотспър и дебютира във Висшата лига в края на януари 2013 г. Година по-късно е пратен под наем във Фулъм. През лятото на 2014 г. Хамбургер първо го взима под наем, а по-късно и го закупува.

## Национален отбор
Холтби минава през различни формации на юношеските и младежките национални отбори на Германия. С отбора до 20 г. участва на Световното първенство през 2009 г., където изиграва пет мача и отбелязва два гола. По-късно Холтби избира да представлява отбора на Германия вместо този на Англия и дебютира на 10 ноември 2010 г. срещу Швеция. С младежкия отбор участва на Европейското първенство през 2013 г., където изиграва три мача (два като капитан), отбелязва един гол и въпреки че отборът му отпада още в груповата фаза, той е единственият германец, избран в идеалния отбор на турнира. За тази формация Холтби има 24 мача и 14 гола и по тези показатели е съответно на седмо и четвърто мяство в историята на отбора.

## Успехи
- Носител на Суперкупата на Германия (1):
  - 2011 (Шалке 04)
- Златен медал Фриц Валтер (1):
  - 2008 (до 19 г.)
- Идеален отбор на Европейско първенство за младежи (1):
  - 2013